# Sinobatis
Sinobatis es un género de peces de la familia Anacanthobatidae.

## Especies
- Sinobatis borneensis (Chan, 1965)
- Sinobatis bulbicauda (Last & Séret, 2008)
- Sinobatis caerulea (Last & Séret, 2008)
- Sinobatis filicauda (Last & Séret, 2008)
- Sinobatis melanosoma (Chan, 1965)